# Amelia Heinle
Amelia March Heinle (Phoenix, Arizona, 17 de marzo de 1973) es una actriz estadounidense, más conocida por haber interpretado a Steffi Brewster en la serie Loving y actualmente por dar vida a Victoria Newman en la serie The Young and the Restless.

## Biografía
Es la más joven de cuatro hermanos.
En 1995 se casó con el actor Michael Weatherly, con quien tiene un hijo, August Manning Weatherly (1996); sin embargo, el matrimonio terminó en 1997. El 3 de marzo de 2007, se casó con el actor Thad Luckinbill, con quien tiene dos hijos, Thaddeus Rowe Luckinbill (2 de noviembre de 2007) y Georgia March Luckinbill (17 de diciembre de 2009). En marzo de 2017 se anunció que la pareja se había separado.

## Carrera
Apareció en un comercial televisivo para la "Coca-Cola". Apareció en el video musical "I Will Buy You a New Life" de Everclear.
En 1993 se unió al elenco principal de la serie Loving, donde dio vida a Stephanie "Steffi" Brewster hasta 1995. Volvió a interpretar a Steffi en la serie The City de noviembre de 1995 hasta enero de 1996. En 1999 apareció en el primer episodio de la serie Jack & Jill, donde interpretó a Jacqueline "Jack" Barrett; sin embargo, fue reemplazada por la actriz Amanda Peet durante el resto de la serie. Ese mismo año apareció en la película El halcón inglés, donde dio vida a Adhara.
En 2001 se unió a la telenovela All My Children, donde interpretó a Mia Saunders hasta 2004. El 21 de marzo de 2005, se unió al elenco principal de la telenovela The Young and the Restless, donde interpreta a Victoria Newman hasta ahora.

## Filmografía

### Series de televisión
| Año           | Título                     | Personaje                 | Notas                   |
| ------------- | -------------------------- | ------------------------- | ----------------------- |
| 2005-presente | The Young and the Restless | Victoria Newman           | 1,380 episodios         |
| 2009          | Ghost Whisperer            | Brook Dennis              | episodio "Stage Fright" |
| 2009          | CSI: Miami                 | Elizabeth Corbett         | episodio "Chip/Tuck"    |
| 2001 - 2004   | All My Children            | Mia Saunders              | 32 episodios            |
| 1999          | Jack & Jill                | Jacqueline "Jack" Barrett | episodio # 1.0          |
| 1995 - 1996   | The City                   | Steffi Brewster           | -                       |
| 1993 - 1995   | Loving                     | Steffi Brewster           | -                       |

### Películas
| Año  | Título              | Personaje               | Notas |
| ---- | ------------------- | ----------------------- | --- |
| 1999 | El halcón inglés    | Adhara                  | junto a Terence Stamp, Lesley Ann Warren, Luis Guzmán, Barry Newman, Joe Dallesandro, Nicky Katt y Peter Fonda |
| 1999 | Purgatory           | Rose / Betty McCullough | junto a Sam Shepard, Eric Roberts, Randy Quaid, Peter Stormare, Brad Rowe y Donnie Wahlberg                    |
| 2001 | Earth vs The Spider | Sthepanie Lewis         | Junto a Daniel Edward Aykroyd, Devon Ryan Gummersall, Theresa Russell                                          |

## Premios y nominaciones
| Año  | Categoría                                        | Premio                  | Series                     | Resultado |
| ---- | ------------------------------------------------ | ----------------------- | -------------------------- | --------- |
| 2015 | Outstanding Supporting Actress in a Drama Series | Daytime Emmy Award      | The Young and the Restless | Ganador   |
| 2014 | Outstanding Supporting Actress in a Drama Series | Daytime Emmy Award      | The Young and the Restless | Ganador   |
| 2013 | Supporting Actress - Daytime Drama               | Gold Derby TV Award     | The Young and the Restless | Nominada  |
| 1994 | Outstanding Female Newcomer                      | Soap Opera Digest Award | Loving                     | Nominada  |